# 姚克钦
姚克钦，山西夏县人，清朝官员。康熙十五年进士，曾任衡阳县知县。

## 生平
康熙十四年（1675年），姚克钦在山西乡试中举。康熙十五年（1676年），中丙辰科三甲进士。康熙二十六年（1687年），任衡阳县知县。衡阳县经历过吴三桂叛乱，吏治混乱，经过姚克钦的整顿，得以转好。姚克钦任官四年后，因母丧归家乡，县民们攀住车马，依依送别，一路号哭。